# Калауао
Окръг Калауао (на английски: Kalawao County) е окръг в щата Хаваи, Съединени американски щати. Площта му е 135 km², а населението – 147 души (2000).